# 南桑寄生
南桑寄生（学名：Loranthus guizhouensis）为桑寄生科桑寄生属下的一个种。

## 扩展阅读
- 維基物種上的相關：南桑寄生